# 마이카와촌
마이카와촌(舞川村)은 이와테현 히가시이와이군에 설치되었던 촌이다. 현재의 이치노세키시에 해당한다.

## 연혁
- 1889년 4월 1일 - 정촌제 시행과 함께 히가시이와이군 마이카와촌이 성립하였다.
- 1955년 1월 1일 - 니시이와이군 겐비촌・하기쇼촌・야사카에촌과 함께 이치노세키 시와 합병해 새로운 이치노세키시가 되었다.